# Ruan Lufei
Ruan Lufei, chn. 阮露斐 (ur. 2 października 1987 w Nankinie) – chińska szachistka, arcymistrzyni od 2007 roku.

## Kariera szachowa
W 2001 r. podzieliła VI m. w mistrzostwach świata juniorek do 14 lat w Oropesa del Mar. W 2004 r. wypełniła pierwszą arcymistrzowską normę, podczas drużynowych mistrzostw Chin. Kolejne dwie zdobyła w 2005 r. w Pekinie (turniej strefowy) oraz w 2007 r. w Dagomysie (drużynowe mistrzostwa Rosji). W 2007 r. zdobyła dwa medale podczas rozegranych w Jekaterynburgu drużynowych mistrzostw świata (złoty drużynowo oraz srebrny, za indywidualny wynik na III szachownicy), odniosła również duży sukces w Teheranie, zdobywając tytuł indywidualnej wicemistrzyni Azji. W 2006 i 2008 r. dwukrotnie startowała w pucharowych turniejach o mistrzostwo świata, odpowiednio awansując do II (w której uległa Viktoriji Cmilyte) i III rundy (porażka z Pią Cramling). W 2009 r. zwyciężyła (wspólnie z Shen Yang) w turnieju strefowym, rozegranym w Pekinie. W 2010 r. zdobyła w Antiochii tytuł wicemistrzyni świata, w finale przegrywając z Hou Yifan.
Najwyższy ranking w dotychczasowej karierze osiągnęła 1 stycznia 2014 r., z wynikiem 2503 punktów zajmowała wówczas 17. miejsce na światowej liście FIDE, jednocześnie zajmując 4. miejsce wśród chińskich szachistek.